# Iguana (canción)
«Iguana» es una canción grabada por la cantante rumana Inna. Fue lanzada digitalmente el 30 de noviembre de 2018 como el segundo sencillo de su sexto álbum de estudio, Yo (2019) por Global Records y Roc Nation, aunque ya estaba disponible para streaming a principios de mes. «Iguana» fue escrita por la cantante y Cristina Maria Chiluiza, mientras que la producción fue manejada exclusivamente por David Ciente. Musicalmente, la pista se describió como una influencia de club y salsa, extendiendo el cambio de dirección de Inna introducido con «Ra» (2018). Líricamente, Inna discute sobre los celos y el mal del amor.
Tras su lanzamiento, «Iguana» fue bien recibida por los críticos de música, quienes notaron su atractivo y elogiaron la entrega vocal emocional de Inna. Un video musical de acompañamiento se estrenó en el canal de la artista en YouTube simultáneamente con el lanzamiento digital del sencillo y fue dirigido por Bogdan Păun. Durante el videoclip, se muestra a la cantante en una fiesta nocturna en estado de ebriedad—como lo señaló un crítico—por su interés amoroso que reside con otra mujer en un bar exterior. Promovida por presentaciones en vivo en Rumania y México, «Iguana» alcanzó el puesto número cuatro en la lista de Airplay 100 de Rumania. La canción también formó parte de la Semana de la Moda en Milán 2020.

## Antecedentes y composición
«Iguana» fue escrita por Inna y Cristina Maria Chiluiza, mientras que la producción fue manejada exclusivamente por David Ciente; quién también diseñó la canción y Max Kissaru proporcionó mezcla y masterización. En julio de 2018, la pista junto con otras del sexto álbum de estudio de Inna Yo (2019) fueron lanzadas como sencillos promocionales en Rumania; para una campaña de Coca-Cola, botellas de Coca-Cola Zero fueron diseñadas con códigos QR que, cuando se escanean con un teléfono inteligente vinculado con Shazam, permiten a los usuarios descargar las cuatro canciones. Originalmente, se anunció que «Iguana» se lanzaría como el segundo sencillo de su próximo álbum en español Yo el 16 de noviembre de 2018, pero los planes se desecharon. No obstante, se puso a disposición para su transmisión por Roc Nation y se envió a estaciones de radio rumanas alrededor de esa fecha. El lanzamiento digital de «Iguana» se realizó el 30 de diciembre de 2018 por Global Records en Rumania y por Roc Nation en el resto del mundo.
Musicalmente, «Iguana» tiene influencia de club y salsa, y es un tema más moderno que su predecesor «Ra» (2018), pero extiende el cambio de dirección de Inna introducido con este último. Comienza «suave y rítmicamente, mientras que Inna va con sus letras» hasta que se llega al estribillo; allí se introducen los ritmos de club y la cantante repite con fuerza la línea «Sigo bailando sin ti». Durante las letras en español de la canción, Inna implica un mensaje de empoderamiento y discute sobre una mujer celosa y enamorada que finalmente aprende a continuar disfrutando de su vida sin su interés amoroso. Billboard observó «ritmos ensordecedores y letras introspectivas» durante la canción, y señaló que aunque «no hay reservas parece ser el mantra [de Inna], [...] un croon aterciopelado de desolación fluye a lo largo de la canción».

## Recepción
Tras su lanzamiento, «Iguana» ha recibido reseñas positivas por parte de los críticos de música. La revista Cancan elogió la naturaleza del baile de la canción y la actitud enérgica de Inna, mientras que tanto Mike Wass de Idolator como Jonathan Currinn de CelebMix llamaron a la pista «pegadiza». Este último también notó «las voces más apasionadas de Inna hasta la fecha, que realmente significan cada palabra». Billboard incluyó a «Iguana» en su lista de «Mejores Selecciones Musicales» para la semana del 30 de noviembre de 2018, elogiando la pronunciación «perfecta» de Inna y destacando la canción como una «melodía atrevida y juguetona». Comercialmente, «Iguana» debutó en el número 91 en la lista de Airplay 100 de Rumania para la semana del 25 de noviembre de 2018, y subió 54 puestos hasta el número 37 en la próxima semana, como el mayor salto en la cartelera. Luego alcanzó el puesto número cuatro.

## Video musical y promoción
Un video musical de acompañamiento para «Iguana» se anunció originalmente para ser lanzado el 16 de noviembre de 2018 por un teaser que ya había sido eliminado. Otras dos vistas previas se cargaron en el canal de Inna en YouTube los días 26 y 29 de noviembre de 2018, respectivamente. mientras que el video oficial finalmente fue lanzado el 30 de noviembre de 2018. Ya había sido transmitido por canales de televisión rumanos varios días antes. Producido por Loops Production, Bogdan Păun fue el director encargado del video y Alexandru Mureșan fue contratado como director de fotografía. Andra Manea realizó maquillaje, Sorin Stratulat se encargó de los peinados y RDStyling trajo la vestimenta utilizada.
Durante el video musical, se muestra a Inna junto a otra mujer en una fiesta nocturna entre una multitud de personas «entremezcladas» y «entusiastas». Un crítico describió el lugar donde se filmó el video como un «pueblo latinoamericano¤. Con una chaqueta de lentejuelas reversible—en la cuál se lee la frase «Descanse en paz» en la espalda— sobre ropa interior floral combinada con entrenadores, la cantante tropieza «locamente, posiblemente de una fiesta nocturna» y «probablemente borracha», encontrando a su «amor perdido» que reside con otra mujer en un bar exterior. Inna camina hacia ellos tratando de «reclamar [...] la propiedad de su amor», pero se encuentra con un rechazo y es arrastrada por su acompañante; sin embargo, ella continúa cantándoles la canción. Las tomas entremezcladas la muestran en un escenario con una banda de respaldo, donde interpreta la canción y tira su cabello de un lado a otro; ella «no deja que el incidente arruine su noche», ya que afirma repetidamente que seguirá bailando, incluso si su interés amoroso no está con ella. Otras escenas muestran «el punto de vista de Inna, estableciendo lo que está viendo en su estado de ebriedad».
Billboard señaló que Inna mostró una «actitud audaz en todos los aspectos» durante el video musical. Europa FM llamó al videoclip una mezcla entre los trabajos de las cantantes españolas Nathy Peluso y Beatriz Luengo. Para una mayor promoción de «Iguana», la cantante realizó una presentación en vivo de la canción junto con «Ra» y «Cola Song» (2014) en los Premios Telehit 2018 en la Ciudad de México el 7 de noviembre de 2018. Inna también apareció en Kiss FM para tocar el sencillo. Currinn de CelebMix elogió su interpretación vocal, considerándola superior a la pista de estudio y escribió que «ella literalmente ha logrado sorprendernos, sus habilidades vocales definitivamente impresionantes e intrincadas, considerando lo técnica que es la canción en general». En mayo de 2019, Inna presentó «Iguana» en el programa nacional Românii au talent. En octubre de 2019, Sorana Darclee personificó a la cantante e interpretó la pista para el programa de talentos rumano Te cunosc de undeva!.

## Formatos
- Descarga digital

| Iguana — Single |          |          |  |
| N.º             | Título   | Duración |  |
| 1.              | «Iguana» | 2:41     |  |

## Posicionamiento en listas
| Rumania | Airplay 100           | 4  |
| Rumania | Romania Radio Airplay | 10 |
| Rumania | Romania TV Airplay    | 3  |

## Historial de lanzamientos
| País    | Fecha                   | Formato          | Discográfica   | Ref.        |
| ------- | ----------------------- | ---------------- | -------------- | ----------- |
| Rumania | 30 de noviembre de 2018 | Descarga digital | Global Records | [ 6 ]       |
|         | 30 de noviembre de 2018 | Descarga digital | Roc Nation     | [ 7 ] [ 8 ] |